# Microsage rufiventris
Microsage rufiventris là một loài tò vò trong họ Ichneumonidae.